# پنج‌گانه مدرن در المپیک تابستانی ۲۰۲۰
پنج‌گانه مدرن یکی از ورزش‌های بازی‌های المپیک تابستانی ۲۰۲۰ است که از ۵ تا ۷ اوت ۲۰۲۱ برگزار شد.
این مسابقات در دو بخش مردان و زنان با حضور ۷۲ تیم انجام شد.

## مسابقات
۵ مسابقه پنج‌گانه مدرن به این شرح است؛ ورزش تیراندازی، اپه شمشیربازی، ۲۰۰٫۰ متر (۶۵۶٫۲ فوت) شنای آزاد، پرش با اسب و ۳٫۲۰۰ کیلومتر (۱٫۹۸۸ مایل) دو صحرانوردی.

## نتایج
| رویداد | طلا                       | نقره                         | برنز                      |
| مردان  | جو چونگ · بریتانیای کبیر  | احمد الجندی · مصر            | جون وونگ-تائه · کره جنوبی |
| زنان   | کیت فرنچ · بریتانیای کبیر | لاورا آسادویسکایته · لیتوانی | سارولتا کواچ · مجارستان   |

## کشورهای شرکت کننده
- آرژانتین (۱)
- استرالیا (۲)
- بلاروس (۳)
- برزیل (۱)
- شیلی (۱)
- چین (۴)
- کوبا (۲)
- جمهوری چک (۲)
- اکوادور (۱)
- مصر (۲)
- فرانسه (۴)
- آلمان (۴)
- بریتانیای کبیر (۴)
- گواتمالا (۱)
- مجارستان (۴)
- ایرلند (۱)
- ایتالیا (۲)
- ژاپن (۲)
- قزاقستان (۲)
- لتونی (۱)
- لیتوانی (۳)
- مکزیک (۳)
- نیوزیلند (۱)
- لهستان (۳)
- روسیه (۳)
- کره جنوبی (۴)
- ترکیه (۱)
- ایالات متحده آمریکا (۲)
- ازبکستان (۲)